# Durrow
Durrow es una localidad situada en el condado de Laois de la provincia de Leinster (República de Irlanda), con una población, en 2016, de 835 habitantes.
Se encuentra ubicada en el centro del país, en la cadena de las montañas Slieve Bloom.

## Historia
En esta localidad murió Hugh de Lacy (1135-1186), fundador de la familia normanda De Lacy.